# Мухаммед Аюб-хан
Мухаммед Аюб-хан (1857 — 7 апреля 1914) — афганский военный и политический деятель второй половины XIX века. В марте-мае 1880 года — эмир Афганистана, с марта 1880 по октябрь 1881 — эмир Герата, в июле-сентябре 1881 — эмир Кандагара.
Мухаммед Аюб-хан был сыном афганского эмира Шир-Али-хана от дочери Саадат-хана племени Моманд, властителя Лалпуры.
Во время второй англо-афганской войны под руководством Аюб-хана афганские войска одержали 27 июля 1880 года победу в битве при Майванде. После этой победы Аюб-хан осадил Кандагар, однако после сражения с подоспевшими войсками генерала Робертса был вынужден отступить.
В 1881 году Аюб-хан вновь попытался завоевать для себя Кандагар — на этот раз отняв его у афганского эмира Абдур-Рахмана, но потерпел неудачу и бежал в Персию. В 1888 году он перебрался в Британскую Индию, где и доживал свой век на пенсию, получаемую от правительства Великобритании. Умер в 1914 году в Лахоре.